# جيفري غولدبرغ
جيفري غولدبرغ (بالإنجليزية: Jeffrey Goldberg)‏ هو مدون وصحفي وكاتب أمريكي، ولد في 1 سبتمبر 1965 في بروكلين في الولايات المتحدة.

## وصلات خارجية
- جيفري غولدبرغ على موقع IMDb (الإنجليزية)